# Liste der Kulturdenkmale in Schwallungen
Die Liste der Kulturdenkmale in Schwallungen umfasst die als Ensembles, Straßenzüge und Einzeldenkmale erfassten Kulturdenkmale in der thüringischen Gemeinde Schwallungen im Landkreis Schmalkalden-Meiningen mit dem Stand vom 24. Februar 2025.
Die Angaben in der Liste ersetzen nicht die rechtsverbindliche Auskunft der zuständigen Denkmalschutzbehörde.

## Legende
- Bild: zeigt ein Bild des Kulturdenkmals und gegebenenfalls einen Link zu weiteren Fotos des Kulturdenkmals im Medienarchiv Wikimedia Commons
- Bezeichnung: Name, Bezeichnung oder die Art des Kulturdenkmals
- Lage: Wenn vorhanden Straßenname und Hausnummer des Kulturdenkmals; Grundsortierung der Liste erfolgt nach dieser Adresse. Der Link Karte führt zu verschiedenen Kartendarstellungen und nennt die Koordinaten des Kulturdenkmals.
 Kartenansicht, um Koordinaten zu setzen – in dieser Kartenansicht sind Kulturdenkmale ohne Koordinaten mit einem roten bzw. orangen Marker dargestellt und können in der Karte gesetzt werden. Kulturdenkmale ohne Bild sind mit einem blauen bzw. roten Marker gekennzeichnet, Kulturdenkmale mit Bild mit einem grünen bzw. orangen Marker.
- Datierung: gibt das Jahr der Fertigstellung beziehungsweise das Datum der Erstnennung oder den Zeitraum der Errichtung an
- Beschreibung: bauliche und geschichtliche Einzelheiten des Kulturdenkmals, vorzugsweise die Denkmaleigenschaften
- ID: Die ID identifiziert das Kulturdenkmal eindeutig. In Thüringen sind aktuell keine IDs veröffentlicht. In der ID-Spalte kann sich auch folgendes Icon  befinden, dies führt zu Angaben zu diesem Kulturdenkmal bei Wikidata.

## Einzeldenkmale nach Gemarkungen

### Schwallungen
| Bild                                    | Bezeichnung                              | Lage                                                        | Datierung | Beschreibung    | ID |
| --------------------------------------- | ---------------------------------------- | ----------------------------------------------------------- | --------- | --------------- | -- |
| BW                                      | Wohnhaus                                 | Schwallungen, Bachstraße 14 (Karte)                         |           |                 |    |
| BW                                      | Scheune                                  | Schwallungen, Eisenacher Straße 10 (Karte)                  |           |                 |    |
| BW                                      | Gehöft                                   | Schwallungen, Eisenacher Straße 15 (Karte)                  |           |                 |    |
| BW                                      | Lindenplatz mit Dorflinde und Stützmauer | Schwallungen, Lindenhöhe (Karte)                            |           |                 |    |
| BW                                      | Pfarrhaus                                | Schwallungen, Lindenhöhe 6 (Karte)                          |           |                 |    |
| weitere Bilder Fotos hochladen          | Kirche                                   | Schwallungen, Lindenhöhe 7 (Karte)                          |           | mit Ausstattung |    |
| BW                                      | Scheune                                  | Schwallungen, Lindenhöhe 11 (Karte)                         |           |                 |    |
| weitere Bilder Fotos hochladen          | Kemenate                                 | Schwallungen, Lindenhöhe 11 (Karte)                         |           |                 |    |
| BW                                      | Kirchhof                                 | Schwallungen, Lindenhöhe 7 (Karte)                          |           |                 |    |
| BW                                      | Wohnhaus                                 | Schwallungen, Lindenstraße 1 (Karte)                        |           |                 |    |
| BW                                      | Wohnhaus                                 | Schwallungen, Lindenstraße 2 (Karte)                        |           |                 |    |
| BW                                      | Wohnhaus                                 | Schwallungen, Lindenstraße 15 (Karte)                       |           |                 |    |
| BW                                      | Wohnhaus                                 | Schwallungen, Lindenstraße 29 (Karte)                       |           |                 |    |
| BW                                      | Kellerhaus                               | Schwallungen, Meininger Straße (Karte)                      |           |                 |    |
| BW                                      | Alte Schmiede                            | Schwallungen, Meininger Straße 6 (Karte)                    |           |                 |    |
| BW                                      | Gasthaus Zum Schwan                      | Schwallungen, Meininger Straße 7 (Karte)                    |           |                 |    |
| BW                                      | Wohnhaus                                 | Schwallungen, Meininger Straße 8 (Karte)                    |           |                 |    |
| BW                                      | Brunnen                                  | Schwallungen, Seegraben o. Nr. (Karte)                      |           |                 |    |
| BW                                      | Wohnhaus                                 | Schwallungen, Seegraben 1 (Karte)                           |           |                 |    |
| BW                                      | Werkstattgebäude und Lokomobile          | Schwallungen, Seegraben 7 (Karte)                           |           |                 |    |
| Direkt Bild zu diesem Denkmal hochladen | Wegweiserstein                           | Schwallungen, Kreisstraße von Schwallungen nach Schwarzbach |           |                 |    |

### Eckardts
| Bild                           | Bezeichnung                              | Lage                                                | Datierung | Beschreibung    | ID |
| ------------------------------ | ---------------------------------------- | --------------------------------------------------- | --------- | --------------- | -- |
| BW                             | Brunnen                                  | Eckardts, Hauptstraße o. Nr. (vor Nr. 5) (Karte)    |           |                 |    |
| BW                             | Gefallenendenkmal                        | Eckardts, Hauptstraße o. Nr. (Karte)                |           |                 |    |
| BW                             | Brunnen                                  | Eckardts, Hauptstraße o. Nr. (vor Nr. 23) (Karte)   |           |                 |    |
| BW                             | Brunnen                                  | Eckardts, Hauptstraße o. Nr. (vor Nr. 51) (Karte)   |           |                 |    |
| BW                             | Backhaus                                 | Eckardts, Hauptstraße o. Nr., Flurstück 755 (Karte) |           |                 |    |
| weitere Bilder Fotos hochladen | Evangelisch-lutherische Laurentiuskirche | Eckardts (Karte)                                    |           | mit Ausstattung |    |
| BW                             | Kirchhof                                 | Eckardts (Karte)                                    |           |                 |    |
| BW                             | Torpfosten                               | Eckardts (Karte)                                    |           |                 |    |

### Schwarzbach
| Bild                           | Bezeichnung                     | Lage                                      | Datierung | Beschreibung    | ID |
| ------------------------------ | ------------------------------- | ----------------------------------------- | --------- | --------------- | -- |
| BW                             | Ehemalige Försterei: Wohnhaus   | Schwarzbach, Hauptstraße 205 (Karte)      |           |                 |    |
| BW                             | Ehemalige Försterei: Nebengelaß | Schwarzbach, Hauptstraße 205 (Karte)      |           |                 |    |
| BW                             | Wohnhaus                        | Schwarzbach, Hauptstraße 216 (Karte)      |           |                 |    |
| BW                             | Gehöft                          | Schwarzbach, Hauptstraße 224 (Karte)      |           |                 |    |
| BW                             | Wohnhaus                        | Schwarzbach, Hauptstraße 237 (Karte)      |           |                 |    |
| BW                             | Wohnhaus                        | Schwarzbach, Hauptstraße 243, 245 (Karte) |           |                 |    |
| weitere Bilder Fotos hochladen | Ev. Kirche                      | Schwarzbach, Hauptstraße 267 (Karte)      |           | mit Ausstattung |    |
| BW                             | Kirchhof                        | Schwarzbach, Hauptstraße 267 (Karte)      |           |                 |    |
| BW                             | Kirchhofmauer                   | Schwarzbach, Hauptstraße 267 (Karte)      |           |                 |    |

### Zillbach
| Bild                                    | Bezeichnung                 | Lage | Datierung | Beschreibung    | ID |
| --------------------------------------- | --------------------------- | --- | --------- | --------------- | -- |
| Direkt Bild zu diesem Denkmal hochladen | Wohnhaus                    | Zillbach, August-Bebel-Straße 8                                                                                           |           |                 |    |
| Direkt Bild zu diesem Denkmal hochladen | Wohnhaus                    | Zillbach, August-Bebel-Straße 16                                                                                          |           |                 |    |
| BW                                      | Heinrich-Cotta-Gedenkstätte | Zillbach, August-Bebel-Straße 18 (Karte)                                                                                  |           |                 |    |
| Fotos hochladen                         | Gefallenendenkmal           | Zillbach, Heinrich-Cotta-Platz o. Nr., Flur 1 , Flurstück 1199/37 (Karte)                                                 |           |                 |    |
| weitere Bilder Fotos hochladen          | Jagdschloss                 | Zillbach, Heinrich-Cotta-Straße o. Nr., Flur 1 , Flurstück 1186/1 (Karte)                                                 |           |                 |    |
| BW                                      | Umfriedung                  | Zillbach, Heinrich-Cotta-Straße o. Nr., Flur 1 , Flurstück 1186/1 (Karte)                                                 |           |                 |    |
| BW                                      | Torbogen                    | Zillbach, Heinrich-Cotta-Straße o. Nr., Flur 1 , Flurstück 1186/1 (Karte)                                                 |           |                 |    |
| BW                                      | Laufbrunnen                 | Zillbach, Heinrich-Cotta-Straße o. Nr., auf dem Grundstück Heinrich-Cotta-Str. 2 / südl. v. Heinrich-Cotta-Str. 4 (Karte) |           |                 |    |
| weitere Bilder Fotos hochladen          | Ev. St.-Hubertus-Kirche     | Zillbach, Heinrich-Cotta-Straße 14 (Karte)                                                                                |           | mit Ausstattung |    |
| BW                                      | Kirchhof                    | Zillbach, Heinrich-Cotta-Straße 14 (Karte)                                                                                |           |                 |    |
| weitere Bilder Fotos hochladen          | Forsthistorisches Kabinett  | Zillbach, Heinrich-Cotta-Straße 2; Hauptstraße (Karte)                                                                    |           |                 |    |
| BW                                      | Altes Pfarrhaus             | Zillbach, Heinrich-Cotta-Straße 6 (Karte)                                                                                 |           |                 |    |
| Direkt Bild zu diesem Denkmal hochladen | Cotta-Plantage              | Zillbach, Außenbereich |           |                 |    |